# HD 210702
HD 210702 är en ensam stjärna belägen i den mellersta delen av stjärnbilden Pegasus. Den har en skenbar magnitud av ca 5,93 och är mycket svagt synlig för blotta ögat där ljusföroreningar ej förekommer. Baserat på parallax enligt Gaia Data Release 2 på ca 18,4 mas, beräknas den befinna sig på ett avstånd på ca 177 ljusår (ca 54 parsek) från solen. Den rör sig bort från solen med en heliocentrisk radialhastighet på ca 16 km/s.

## Egenskaper
HD 210702 är en orange till röd jättestjärna av spektralklass K1 III. Den har en massa som är ca 1,7 solmassor, en radie som är ca 5 solradier och har ca 13 gånger solens utstrålning av energi från dess fotosfär vid en effektiv temperatur av ca 4 800 K.

## Planetsystem
Stjärnan visar variation i dess radiella hastighet som överensstämmer med påverkan från en följeslagare av planetstorlek i en Keplerbana, och en exoplanet upptäcktes också i april 2007, genom observationer vid Lick och Keck Observatories i Mount Hamilton (Kalifornien) och Mauna Kea (Hawaii), USA.
| Planet | Massa             | Halv storaxel (AE) | Siderisk omloppstid (d) | Excentricitet | Inklination | Radie |
| ------ | ----------------- | ------------------ | ----------------------- | ------------- | ----------- | ----- |
| b      | ≥0,808 ± 0,097 MJ | 1,148 ± 0,057      | 354,10 ± 0,70           | 0,028 ± 0,034 | -           | -     |